# Google網頁工具包
Google Web Toolkit（簡稱GWT，讀作/ˈɡwɪt/），是一個前端使用JavaScript，後端使用Java的AJAX framework，以Apache許可證2.0版本開放源始碼。GWT透過編譯器將Java程式碼編譯成JavaScript，可讓開發人員使用Java程式設計語言，快速建置與維護複雜但高效能的JavaScript前端應用程式，藉此減輕開發人員負擔。
2010年8月，Google買下Instantiations公司，並免費釋出該公司旗下所有產品，當中包括GWT Designer。GWT Designer是Eclipse的插件，為GWT提供WYSIWYG（所見即所得）的AJAX設計介面。Google亦正在計劃為GWT Designer增加UiBinder支援。
2014年10月30日，在GWT 2.7.0 RC1版本中，GWT Designer已弃用。
2016年10月20日，GWT 2.8.0 版本正式发布。该版本支持Java 8和CSS3。同时正式支持JsInterop和GSS，前者可替换原先的JSNI，后者取代过时的CssResource。

## 組件
Google Web Toolkit的主要組件包括：
GWT Developer Plugin
提供GWT開發模式（GWT Development Mode），將Java代碼的執行結果即時反映到本機瀏覽器上，整個過程完全不需進行編譯。在此模式下，對Java代碼進行除錯，就像直接對JavaScript進行除錯一樣迅速。
GWT Web UI class library
一套用於建立控件的自定介面與函式庫。
GWT Java-to-JavaScript Compiler
將Java代碼編譯成JavaScript代碼的編譯器，編譯方式有三種：
1. Obfuscated：此乃預設模式。此模式將JavaScript進行代碼混淆，例如全不跳行、全刪空格、所有代碼擠在一行、變數名稱只用一兩個字母等等。讓代碼難以閱讀，減少泄露運作邏輯及被攻擊的機會，並提高網絡傳送速度。
2. Pretty：此模式的JavaScript代碼經過美化，例如盡量使用有意義的變數名稱，適當地跳行，易於閱讀。此模式適合在編譯後繼續對JavaScript代碼手動進行修改。
3. Detailed：介乎以上兩種模式之間。

## 歷史
版本歷史：
- GWT 1.0  2006年5月17日
- GWT 1.1  2006年8月11日
- GWT 1.2  2006年11月16日
- GWT 1.3  2007年2月5日
- GWT 1.4  2007年8月28日
- GWT 1.5  2008年8月27日
- GWT 1.6  2009年4月7日
- GWT 1.7  2009年7月13日
- GWT 2.0  2009年12月8日
- GWT 2.1.0  2010年10月19日
- GWT 2.2.0  2011年2月11日
- GWT 2.3.0  2011年5月3日
- GWT 2.4.0  2011年9月8日
- GWT 2.5.0  2012年10月
- GWT 2.5.1  2013年3月11日
- GWT 2.6.0  2014年1月30日
- GWT 2.6.1  2014年5月10日
- GWT 2.7.0  2014年11月20日
- GWT 2.8.0  2016年10月20日
- GWT 2.8.1  2017年4月24日
- GWT 2.8.2  2017年10月19日
- GWT 2.9.0  2020年5月2日
- GWT 2.10.0  2022年6月9日

## 外部連結
- GWT homepage on Google code（页面存档备份，存于）
- Official GWT blog（页面存档备份，存于）
- Official GWT forums（页面存档备份，存于）
- GWT Tutorials（页面存档备份，存于） Tutorials with source code
- Google Web Toolkit Incubator（页面存档备份，存于）
- Conference on GWT organized by Addison-Wesley, Prentice Hall and Pearson Education（页面存档备份，存于）
- GWT-Unite is a library/framework which allows Opera Unite applications to be written using the Google Web Toolkit.（页面存档备份，存于）